# Èntasi
L'èntasi és la convexitat lleugera del primer terç del fust d'una columna d'estil dòric que dissimula l'efecte visual de concavitat que produiria el fust si fos recte. La seva finalitat és aconseguir una millor sensació estètica i visual, ja que confereix més harmonia al fust i fa l'efecte de major esveltesa a les columnes.
El fust de les columnes gregues no es dissenyava amb secció constant, aquesta augmentava des del capitell a l'èntasi, tornant a disminuir fins a la base. Per tant, la columna és més ampla en una zona situada a la meitat inferior. L'èntasi delimita dues parts en el fust, una inferior que es denomina imoscap, i la superior anomenada summoscap.
La recerca de la bellesa ideal en el món grec, els havia portat a l'intent de corregir efectes òptics que es produïen en contemplar els temples a la vostra proximitat, o des de la llunyania (per exemple des del mar), ja que per a l'observador, com menor és la distància, percep les columnes i les línies verticals desvirtuades, ja que no es veuen ni rectes ni paral·leles. L'èntasi «corregeix» favorablement aquesta sensació.